# Yoann Huget
Yoann Huget (Pamiers, Ariège, 2 de junio de 1987) es un jugador francés de rugby que se desempeña como wing o fullback. Juega para la selección de Francia y actualmente para el Stade Toulousain.

## Biografía
Comenzó su carrera jugando para el Stade Toulousain en la temporada Top 14 de 2005-06. Logró su primer try en noviembre de 2006 contra CA Brive. Se unió al SU Agen en la temporada 2008–09 del Rugby Pro D2. Logró 14 tries para Agen en esa temporada y fue el mayor marcador de tries de la temporada. Jugó unos partidos más la temporada siguiente antes de firmar con el equipo del Top 14, Bayonne. Después de un comienzo impresionante en la temporada 2010–11 del Top 14, fue seleccionado para el equipo nacional francés para los tests de final del año 2010. Regresó al Stade Toulousain a comienzos de la temporada 2012–13 del Top 14.

## Selección nacional
Su debut internacional, fue contra los Pumas en Montpellier el 20 de noviembre de 2010 jugando de wing por la derecha. Ha jugado el Torneo de las Seis Naciones 2013, hasta el último partido, contra Escocia, en el Stade de France el 16 de marzo de 2013, siendo el quinto jugador que hizo más metros, 288 m.
Huget estaba dentro del equipo que presumiblemente jugaría la Copa Mundial de Rugby de 2011, pero un problema con l régimen antidopaje de la agencia francesa le supuso una suspensión que le excluyó de la lista definitiva Huget formó parte del equipo francés para la Copa mundial de Inglaterra 2015. Sin embargo, en el primer partido del campeonato, contra Italia, tuvo que retirarse lesionado de la rodilla derecha, y queda excluido ya del resto del campeonato, buscando la selección sustituirlo con otro ala.
En 2015 es seleccionado para formar parte de la selección francesa que participa en la Copa Mundial de Rugby de 2015. Aunque en su primer partido ante Italia, Huget cayó lesionado y tuvo que abandonar el campeonato.

## Palmarés
- Top 14 de 2007-2008 y 2018–19.
- Copa de Europa de 2020-21